# Nisse Peters
Nisse Peters, egentligen Nils Hjalmar Petersson , född 5 februari 1932 i Annedal, död 13 november 1999 i Göteborg, var en svensk skådespelare och revyartist.
Redan vid tjugo års ålder började Petersson sätta upp amatörrevyer tillsammans med sin hustru Ulla-Berit (1935–2011). Hans professionella debut ägde rum i Stjärnskottsrevyn i Göteborg 1953. Han är mest känd för sitt samarbete med Sten-Åke Cederhök i TV-serierna Jubel i busken och Låt hjärtat va me. Från 1963 gjorde han tjugo säsonger i Cederhöks Veckans revy på Liseberg. Han gästspelade hos Knäppupp, medverkade i folklustspelet Baldevins bröllop, gjorde mindre roller i TV-serier som Albert och Herbert och Polisen som vägrade ta semester.
Hagge Geigert engagerade honom som en av poliserna i kriminalfarsen Arsenik och gamla spetsar på Lisebergsteatern 1987. De sista åren deltog han i flera nyårsrevyer i Göteborg. Nisse Peters arbetade aldrig som artist på heltid; han var expedit på systembolaget.
Nisse Peters är begravd på Västra kyrkogården i Göteborg.